# Referendum a Malta del 2011
Il referendum sul divorzio a Malta si svolse il 28 maggio 2011; agli elettori veniva chiesto se approvavano la nuova legge che introduceva il divorzio nell'ordinamento maltese: il 53% si espresse a favore.
Nel momento in cui si svolse la consultazione, Malta era uno dei tre Paesi al mondo - insieme alle Filippine e alla Città del Vaticano - in cui il divorzio non era permesso.

## Il quesito referendario
Il disegno di legge volto a introdurre il divorzio venne depositato alla Camera dei Rappresentanti da Jeffrey Pullicino Orlando, un deputato nazionalista. Il testo del disegno di legge, che era stato cambiato due volte, non prevedeva lo svolgimento di un referendum: tale consultazione diretta è stata infine prevista attraverso una risoluzione parlamentare indipendente ai sensi della legge che autorizza un referendum facoltativo e non vincolante, che venne quindi indetto. Sia il Primo Ministro Lawrence Gonzi sia il leader dell'opposizione laburista Joseph Muscat annunciarono il loro "sì".
La Chiesa cattolica di Malta sostenne apertamente il "no" attraverso una lettera pastorale pubblicata nella domenica che precedette il giorno del referendum. Vennero fatte delle denunce a causa delle pressioni religiose esercitate sugli elettori. Circa l'8% dei matrimoni celebrati nell'isola erano già stati annullati dalla Chiesa Cattolica.
Il quesito referendario venne formulato sia in inglese che in maltese in quanto Malta è un Paese bilingue. La versione in lingua inglese era:
La versione in lingua maltese era:

## Risultato
| Sì              | 122 547 | 53,16 |  |  |  |  |  |  |
| No              | 107 971 | 46,84 |  |  |  |  |  |  |
| Totale          | 230 518 | 100   |  |  |  |  |  |  |
|                 |         |       |  |  |  |  |  |  |
| Voti non validi | 2 173   | 0,93  |  |  |  |  |  |  |
| Votanti         | 232 691 | 71,57 |  |  |  |  |  |  |
| Elettori        | 325 102 |       |  |  |  |  |  |  |